# Helge Thiis

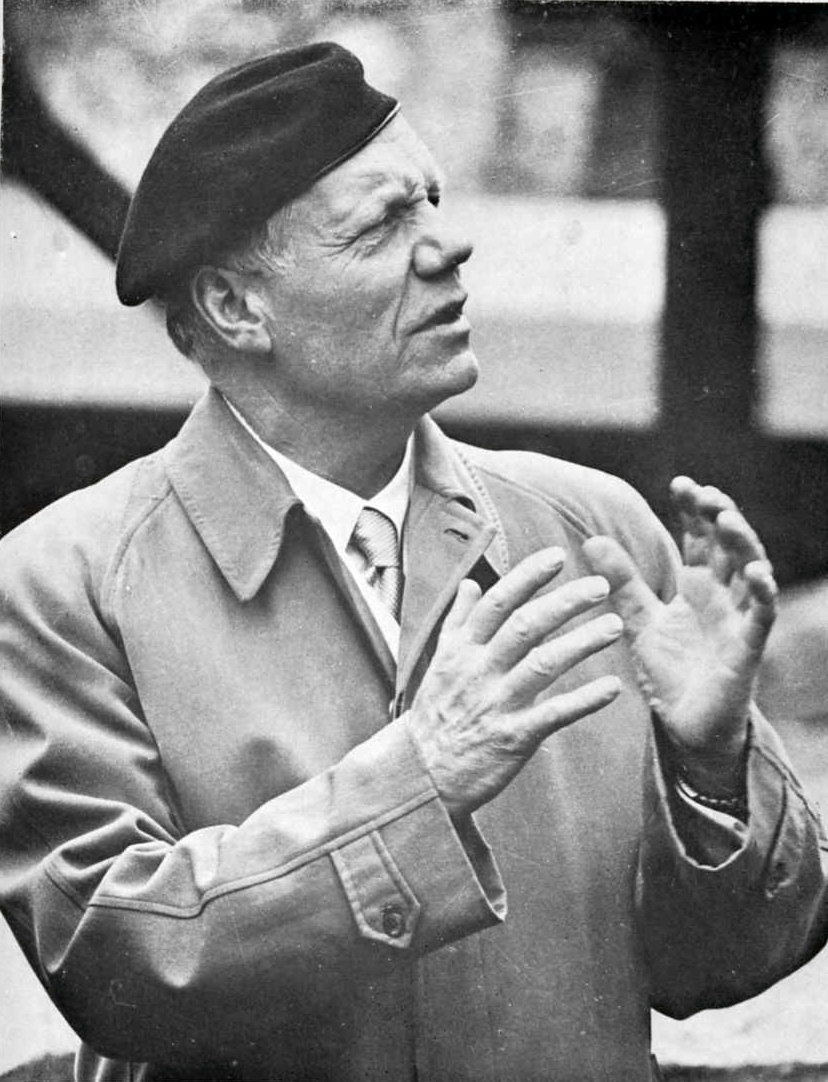
Helge Thiis.

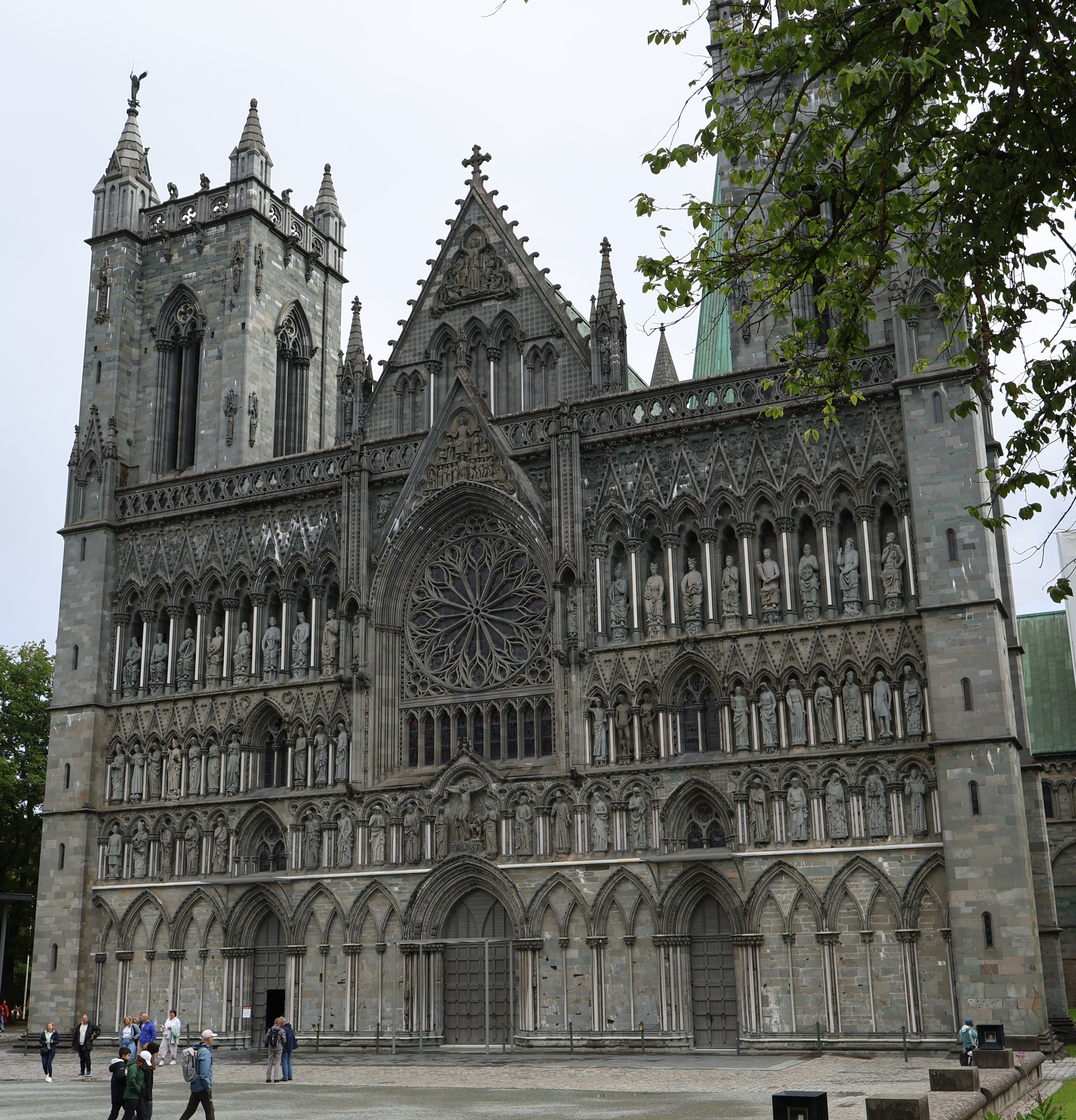
Fachada occidental de la Catedral de Nidaros.

Helge Thiis (1897-1972) fue un arquitecto noruego, bastante conocido en su país por la restauración de la fachada occidental de la Catedral de Nidaros. Era hijo del historiador del arte y restaurador Jens Thiis.
Fue también un crítico de arte y colaborador del diario Nationen entre 1924 y 1929. En 1929 ganó el concurso para coordinar las obras de restauración de la Catedral de Nidaros, el principal templo cristiano noruego. De 1930 hasta 1972 fue el líder de la restauración. Su propuesta se basaba en las supuestas relaciones artísticas de la fachada con el gótico inglés. Incluía una fachada-pantalla y una serie de hileras de nichos con esculturas, un modelo del gótico francés. Las esculturas, en gran parte producto de la imaginación de Thiis, involucraron el trabajo de los más destacados artistas noruegos.
Otra obra importante fue la reconstrucción de la iglesia de Rein, en el municipio de Rissa.